# Iqbal Ahmed Akhund

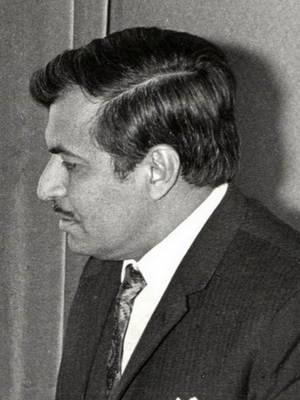

Iqbal Ahmed Akhund (* 21. August 1924 in Hyderabad; † 2020) war ein pakistanischer Diplomat.

## Leben
Iqbal Ahmed Akhund war der Sohn von Maryam Shaikh und Abdullah Akhund. Am 19. Januar 1955 heiratete er Yolanda Gombert sie haben eine Tochter und drei Söhne. Er studierte Betriebswirtschaft an der Universität Bombay. Am 6. Oktober 1949 trat er in den Pakistan Foreign Service ein.
Von 1953 bis 1963 war er Gesandtschaftssekretär dritter Klasse in Madrid und zeitweise Geschäftsträger. Von 1966 bis 1968 leitete er die Abteilung Südasien im Außenministerium. Von 1968 bis 1971 war er Botschafter mit Amtssitz in Kairo. Am 27. Juli 1969 wurde er zusätzlich bei Abdul Rahman al-Iriani als Botschafter in der Jemenitischen Arabischen Republik akkreditiert.
Von 1971 bis 1972 war er Botschafter in Belgrad. Von 1973 bis 1977 leitete er die pakistanische Mission beim UN-Hauptquartier. Von 31. Juli 1978 bis 1980 war er Botschafter in Paris.